# نادي فاني جاكسون كوبين

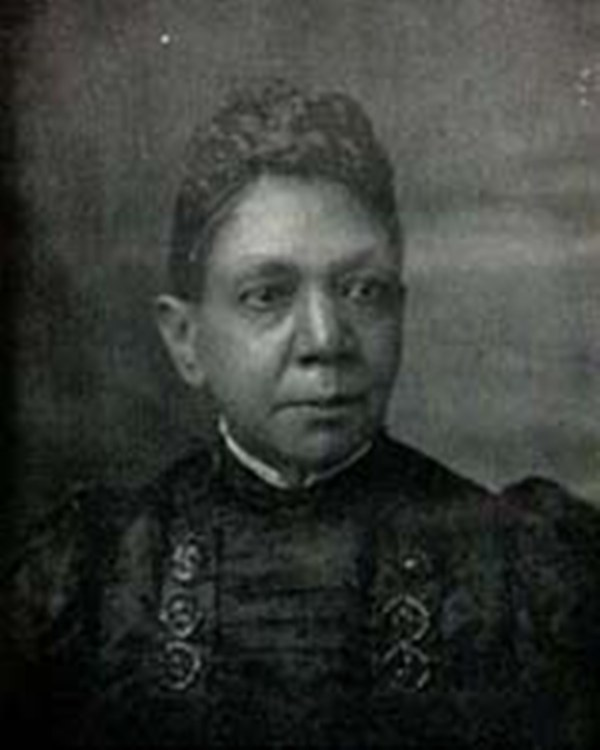

نادي فاني جاكسون كوبين للسيدات الناشطات سياسيًا من أصحاب الجنسية الأمريكية وذوي الأصول الإفريقية . كان يقع في مقاطعة ألاميدا في كاليفورنيا. ولعب النادي دورًا مهمًا في التواصل المجتمعي للناخبين قبل وبعد الاقتراح رقم 4 لعام 1991م؛ الذي ضمن للمرأة في كاليفورنيا حق الانتخاب. وكان معظم نساء النادي ناشطين في حركة المعاناة في كاليفورنيا.

## تاريخ النادي
تم تأسيس نادي فاني جاكسون كوبين في أوكلاند في يونيو عام 1899م وقام بتشكيله مجموعة من نساء الكنيسة المعمدانية. وكان أول نادي للنساء الأمريكية من ذوي الأصول الإفريقية في أوكلاند. و اتَّخذَ النادي اسم فاني جاكسون كوبين حيث كانت أول امرأة أمريكية من أصول إفريقية تصبح مديرة مدرسة. وأيضًا سميت جامعة ولاية كوبين باسم فاني جاكسون. وأصبح الهدف المُعلَن للنادي هو دراسة الثقافات وتحسين المجتمع. ورفع النادي شعاره " أعمال لا كلام”. وأيضًا استخدم “نرفع ونحن نتسلق” كشعار له. وخلال فترة ذروته، تجلَّت خدمته فأصبح بمثابة "النادي الأم"  لنساء النادي الأسود في كاليفورنيا. وكتبت الصحفية والمؤرخة التاريخية دليلة بيسلي تقريرًا عن أنشطة النادي في عمودها الصحفي الشهير “أنشطة بين الزنوج".

## مأوى للمسنين و العاجزين الملونين
وكان أحد أهم المشاريع التي نظمها النادي في القرن التاسع عشر؛ هو تأسيس دار للمسنين والعاجزين الملونين  في أوكلاند، كاليفورنيا. وكان ذلك أول مؤسسة تقدم الرعاية للمسنين الأمريكان ذوي الأصول  في ولاية كاليفورنيا.

## عضوية النادي
شمل النادي العديد من النساء الناخبات البارزات في منطقة أوكلاند ومنهم ميلبا ستافورد ، ويلا هنري ، وإيما سكوت وهيتي ب. تيلجمان.

## تراث النادي
انشأ أعضاء النادي مجموعة واسعة من المنظمات الهادفة لتحسين حياة الأمريكان أصحاب الأصول الإفريقية. وكان كل من هيتي ب. تيلجمان، وويلا هنري، وميلبا ستافورد، ودليلة بيسلي ذات توجه اجتماعي للغاية؛ وانشأوا في عام 1920م جمعية الشابات المسيحيات في مركز ليندن. وقدم العديد من التدريبات المهنية وكذلك البرامج الثقافية. وعلى الرغم من نشأة العديد من المنظمات المستقلة بذاتها بعيدا عن نادي فاني جاكسون كوبين، فقد بقي النادي واستمر على حاله لفترات طويلة في الستينيات.